# Балюк Сергій Васильович
Сергі́й Васи́льович Балю́к (*5 жовтня 1962, Червоноград) — голова «Всеукраїнської політичної партії — Екологія та Соціальний захист».

## Біографічні відомості
Народився 5 жовтня 1962 року у місті Червоноград Львівської області у сім'ї шахтаря. Виховувався у християнській сім'ї, батько Сергія був пресвітером церкви. Одружений. Виховує двох синів.
1985 року здобув спеціальність ветеринара. 1984 року став займатися культурно-просвітницькою діяльністю в Закарпатській області, зокрема, серед ромів Закарпаття. Результатом цієї роботи став соціально-просвітницький рух, який підняв самосвідомість ромів, було збудовано понад 15 християнських просвітницьких центрів, в яких розміщені початкові школи, благодійні їдальні, фельдшерсько-акушерські пункти.
Є автором восьми книг. Заснував три успішно діючі місії та чотири благодійні фонди. Є автором та ведучим телевізійної програми «Твоє призначення» та програми «На шляху до вічності». Засновник регулярних науково-практичних конференцій «Християнський світогляд», що проходять у Києві.
В травні 2007 року був обраний головою «Всеукраїнської політичної партії — Екологія та Соціальний захист». На позачергових виборах до Верховної Ради України 30 вересня 2007 року очолив «Християнський блок» та був кандидатом у депутати Верховної Ради України.
Світобачення Сергія Балюка базується на тому, що Бог дав людині Землю та життя. Також Він дав закони, згідно з якими природа та люди могли б гармонійно існувати та розвиватися.